# Abdisar d'Armènia
Abdisar o Abdisares fou un rei orontida de la Sofene o Armènia Sofene conegut per monedes datades vers el 212-210 aC.
El coneixement d'Abdisares, desconegut de les fonts occidentals, és únicament derivada de les seves monedes, en les quals el rei era representat a l'anvers en bust portant una tiara punxeguda i portant al revers la llegenda en grec « ΒΑΣΙΛΕΩΣ ΑΒΔΙΣΣΑΡΟΥ » (Basileos Abdissarou). La tiara armènia portada per Abdisares en les seves peces és idèntica a la de Xerxès però podria ser també una tiara de l'Adiabene.
Cyrille Toumanoff reconeix que l'única raó que permet d'incloure Abdisar o Abdisares en la dinastia dels orontides, i d'aquest fet en rei d'Armènia, és la similitud de les seves monedes amb la de Xerxes i sobretot la tiara cònica « armènia » emprada pels dos monarques. Contràriament a l'antiga hipòtesi que el feia el fill de Xerxes, Toumanoff estima que era més probablement el seu germà, ja que el seu pare Xerxes i la mare Antiochis van estar molt poc temps junts i probablement no van arribar a tenir fills i d'haver estat fill d'Antiochis, el rei selèucida no haguera annexionat el país. És possible que a la mort de Xerxes i l'entrega del país a l'Imperi Selèucida, Abdisar, l'hereu legítim, s'hagués proclamat rei a la Sofene, però no devia viure molt de temps, i bé de manera natural o en la lluita contra els generals selèucides, hauria desaparegut; llavors l'oposició a l'ocupació hauria passat al seu germà Orontes IV a l'Armènia pròpia, que també va acabar mort al cap d'uns anys en circumstàncies desconegudes.